# Sanctuaire (roman de James Herbert)
Pour les articles homonymes, voir Sanctuaire (homonymie).
Sanctuaire (Shrine en version originale) est un roman fantastique britannique de James Herbert, paru en anglais en 1983. 
Ce roman, publié en français, dix ans après sa publication anglaise, a été adapté par le réalisateur Evan Spiliotopoulos, avec La Chapelle du diable, un film américain, sorti  en 2021.

## Synopsis
Dans la petite ville (imaginaire) d'Angleterre de Banfield, Alice Pagett est une jeune fille de onze ans devenue sourde et muette à la suite d'une maladie infantile. Elle retrouve soudain la parole après avoir fait la rencontre d'une « dame » puis la jeune fille, une fois guérie, se met à son tour à procéder à des miracles.

Le chêne devient très rapidement un lieu de pèlerinage pour des milliers de malades incurables et Alice acquiert une réputation de sainteté même si le mystère reste entier. Fenn, un journaliste local, y voit l'occasion de se faire connaître en tant que grand reporter.
Quelques jours plus tard, le prêtre du village, le père Hagan, est menacé dans sa propre église par une force inconnue,.

## Personnages
- Alice Pagett, la jeune fille de 10 ans, miraculée et faiseuse de miracles
- Molly Pagett, la mère d'Alice, fervente catholique
- Len Pagett, le père d'Alice, athée
- Gerry Fenn, un journalise ambitieux à la recherche d'un scoop
- Le père Hagan, le prêtre catholique de l'église du village

## Adaptation
Le roman a été adapté au cinéma dans un film d'Evan Spiliotopoulos sous le titre La Chapelle du diable (titre original : The Unholy), sorti en 2021, avec les acteurs Jeffrey Dean Morgan, Katie Aselton et William Sadler. Dans cette adaptation cinématographique, la jeune Alice Pagett apparait plus âgée que dans le roman.

## Auteur

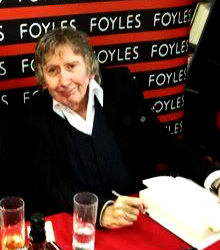
James Herbert

Il s'agit du 9e roman de James Herbert, grand auteur britannique spécialiste du roman fantastique et d'horreur. Connu et apprécié des spécialistes de ce genre littéraire, ses dix-neuf romans se sont vendus à plus de 42 millions d'exemplaires dans le monde.

## Éditions
Le roman, traduit en français par Anne Crichton, a été publié par trois maisons d'édition françaises :
- Éditions Milady (Paris), coll. Horreur, mai 2009
- Éditions Bragelonne, 2018  (ISBN 979-102811190-8)
- Éditions Pocket, 1993,  (ISBN 978-226605589-5)